# برينغورن (ويلز)
برينغورن (بالإنجليزية: Bryngwran)‏ هي منطقة سكنية تقع في المملكة المتحدة في . يقدر عدد سكانها بـ 781 نسمة .

## أعلام
- آلون مايكل